# Bonnieux
Bonnieux este o comună în departamentul Vaucluse din sud-estul Franței. În 2009 avea o populație de 1.424 de locuitori.

## Evoluția populației
| An        | 1975  | 1982  | 1990  | 1999  | 2006  | 2009  |
| --------- | ----- | ----- | ----- | ----- | ----- | ----- |
| Populație | 1.360 | 1.385 | 1.422 | 1.417 | 1.400 | 1.424 |